# Megan Hughes
Megan Hughes (5 januari 1977) is een voormalig weg- en baanwielrenner uit het Verenigd Koninkrijk.
In 1995 reed ze op het WK junioren op de baan naar een derde plek op het onderdeel sprint. Op de nationale baankampioenschappen voor junioren werd ze tweede op de 500 meter.
In 1998 werd ze Brits nationaal kampioene op de weg.
In 1998 nam Hughes deel aan de Gemenebestspelen. Ze reed de wegrace, waarin ze niet finishte, en werd vijfde in de puntenrace op de baan.

## Privé
Hughes is de moeder van Brits wielrenster Zoe Bäckstedt.